# Celio (rione di Roma)
Celio è il diciannovesimo rione di Roma, indicato con R. XIX.
Prende il nome dal colle Celio sul quale si estende.

## Geografia fisica

### Territorio
Si trova nell'area est del centro storico.
Il rione confina con:
- a nord-est con il rione R. I Monti[1]
- a sud-est con il quartiere Q. IX Appio-Latino[2]
- a sud-ovest con il rione R. XXI San Saba[3]
- a ovest con i rioni R. XII Ripa[4] e R. X Campitelli[5]

## Storia
Il Celio è uno dei sette colli di Roma; il toponimo deriverebbe dal condottiero etrusco Celio Vibenna, dimorante sul colle assieme ai suoi sodali (tra cui il futuro re di Roma Servio Tullio).
La storia recente del Celio come XIX rione di Roma è invece relativamente recente. Fino alla breccia di porta Pia e all'unione di Roma come capitale del Regno d'Italia (1870), l'area - rientrante nel R. X Campitelli - era relativamente disabitata: tra vigne ed orti emergevano complessi ecclesiastici, come le basiliche di San Clemente, dei Santi Quattro, di Santo Stefano Rotondo; la Villa Celimontana; il Ninfeo di Nerone, l'acquedotto Claudio e altre rovine, sia antiche sia medievali.
A seguito del radicale rivolgimento urbanistico successivo al 1870, il comprensorio divenne uno dei primi per i quali furono stipulate, già nel 1872-3, le convenzioni edilizie per realizzare nuove cubature, destinate ad abitazioni e servizi. In particolare, fu localizzato alle pendici del colle l'Ospedale militare, costruito fra il 1885 e il 1891, al centro di una vasta zona riservata al demanio militare, in prossimità del sito medioevale di Santo Stefano in Formis, che aveva anch'esso un ospedale annesso al monastero.
Di conseguenza, nel 1921 l'area fu distaccata da Campitelli e divenne il XIX rione Celio; tuttora è uno dei rioni meno densamente popolati e uno di quelli più riparati dal traffico che turbina ai suoi margini, La zona si mantiene per molti aspetti popolare. La sua posizione strategica accanto al Colosseo sta trasformando però di recente il rione in un luogo denso di alberghi e B&B per turisti.
Fino al secondo dopoguerra l'edilizia residenziale si limitò a riordinare alcune strade nella zona digradante verso la valle del Colosseo. Un vasto complesso edilizio costruito dal'Istituto Autonomo Case Popolari, racchiuso tra piazza Celimontana e via Claudia e separato da via dei Simmachi, fu demolito nel 1968; agli inizi del XXI secolo in questa vasta area fu realizzato un parco pubblico. Dal 2013 è interessata da un cantiere, con i lavori per la realizzazione di un pozzo di ventilazione tra le realizzande stazioni Porta Metronia e Fori Imperiali della linea C della metropolitana.

### Stemma
D'argento alla testa d'Africa di nero, coperta della spoglia di elefante e coronata di spighe d'oro.
Lo stemma rionale, risalente al 1921, raffigura il profilo di un africano con un copricapo di testa di elefante e spighe d'oro su fondo argento.
Il significato araldico è riconducibile alla memoria storica di legionari presenti sul colle Celio, capitanati da Publio Cornelio Scipione, detto l'Africano. A ciò si aggiunge anche il ritrovamento archeologico nel territorio del rione di un busto marmoreo raffigurante una testa di africano, conservato nei Musei Capitolini di Roma, che diede il nome al Vicus Capitis Africae. Il Sepolcro degli Scipioni è situato nel territorio del rione Celio, tra via Latina e via Appia antica, prima di porta San Sebastiano.

## Monumenti e luoghi d'interesse

### Architetture civili

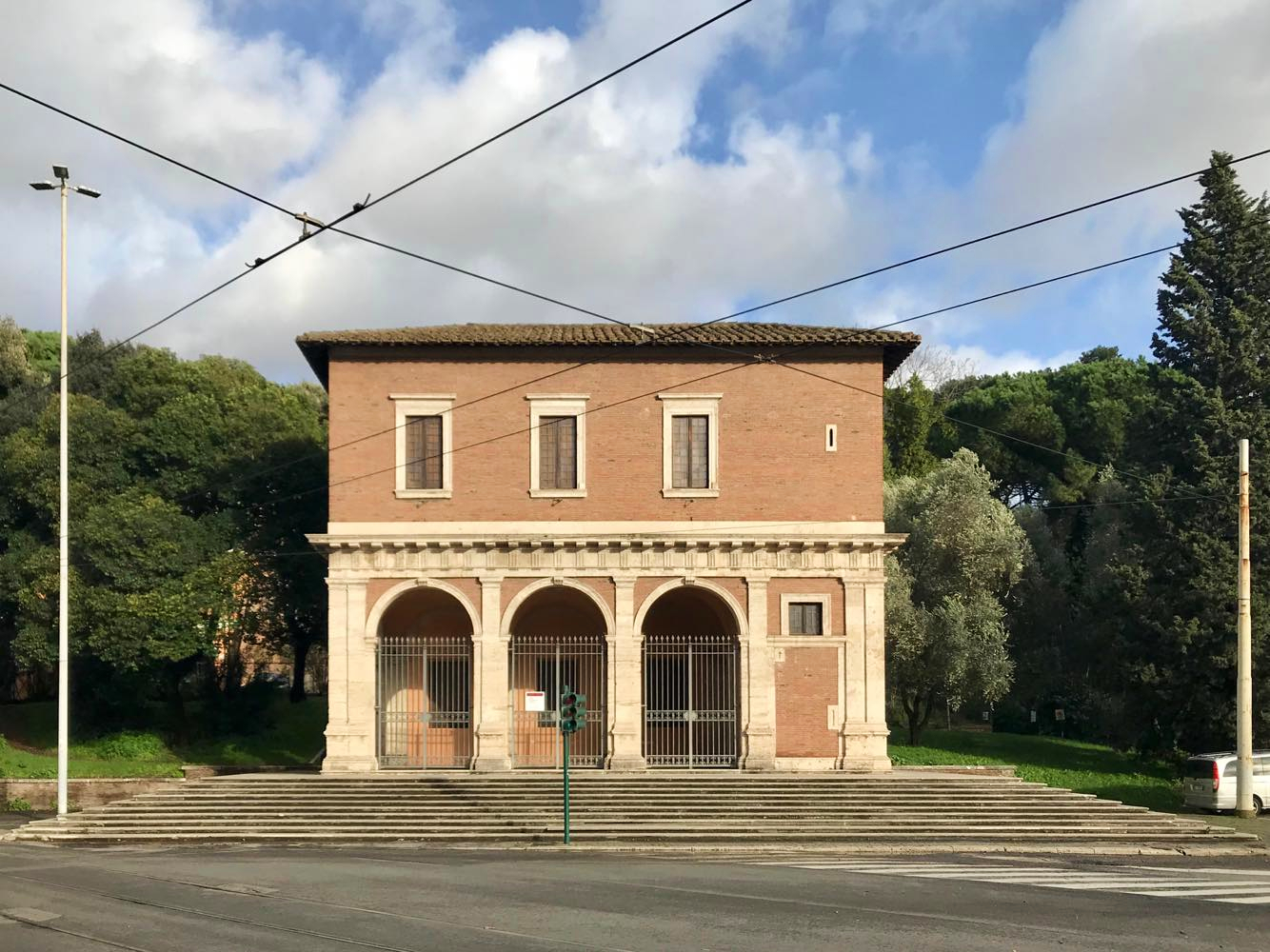
Casina Vignola Boccapaduli

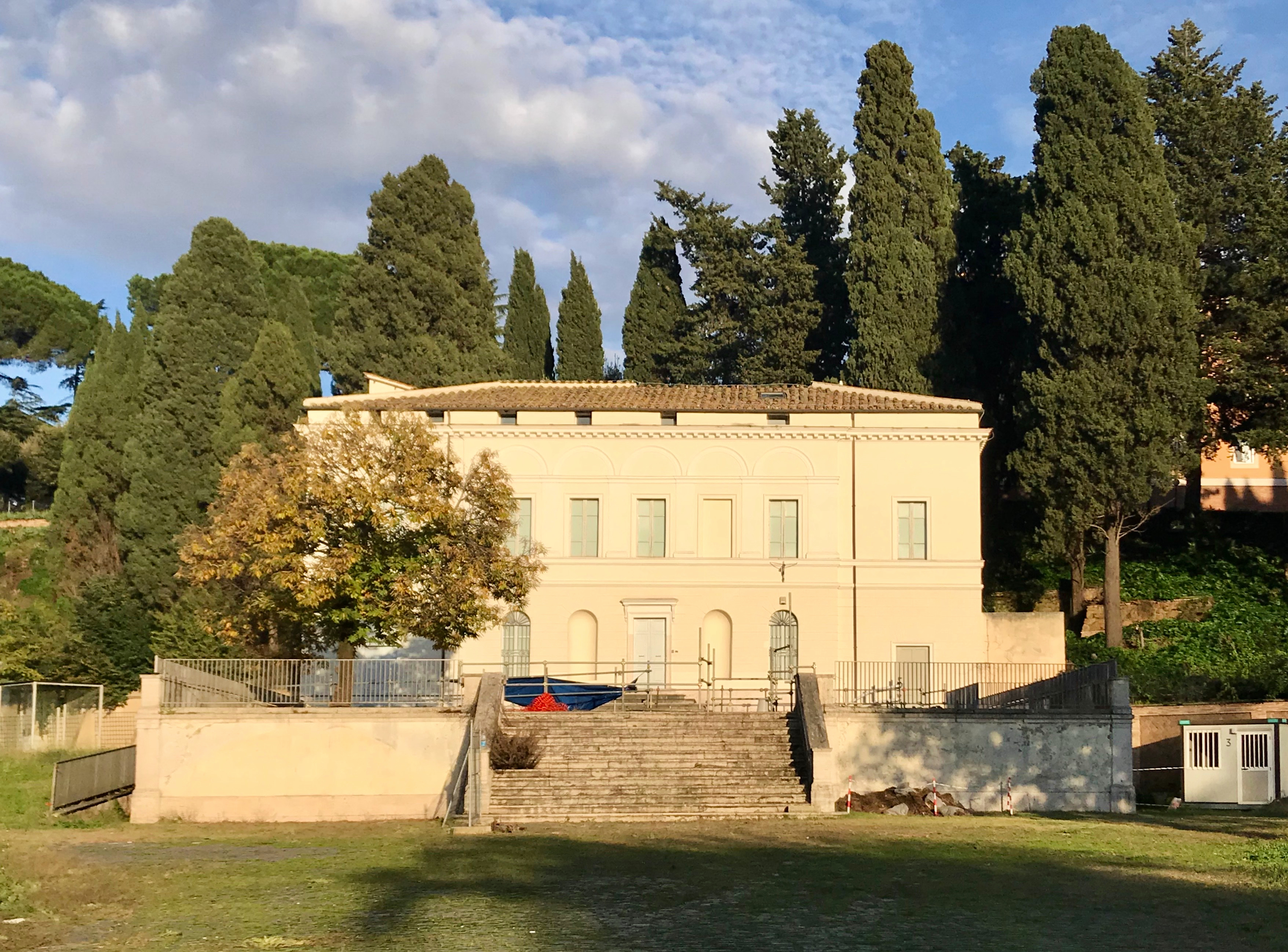
Casina del Salvi

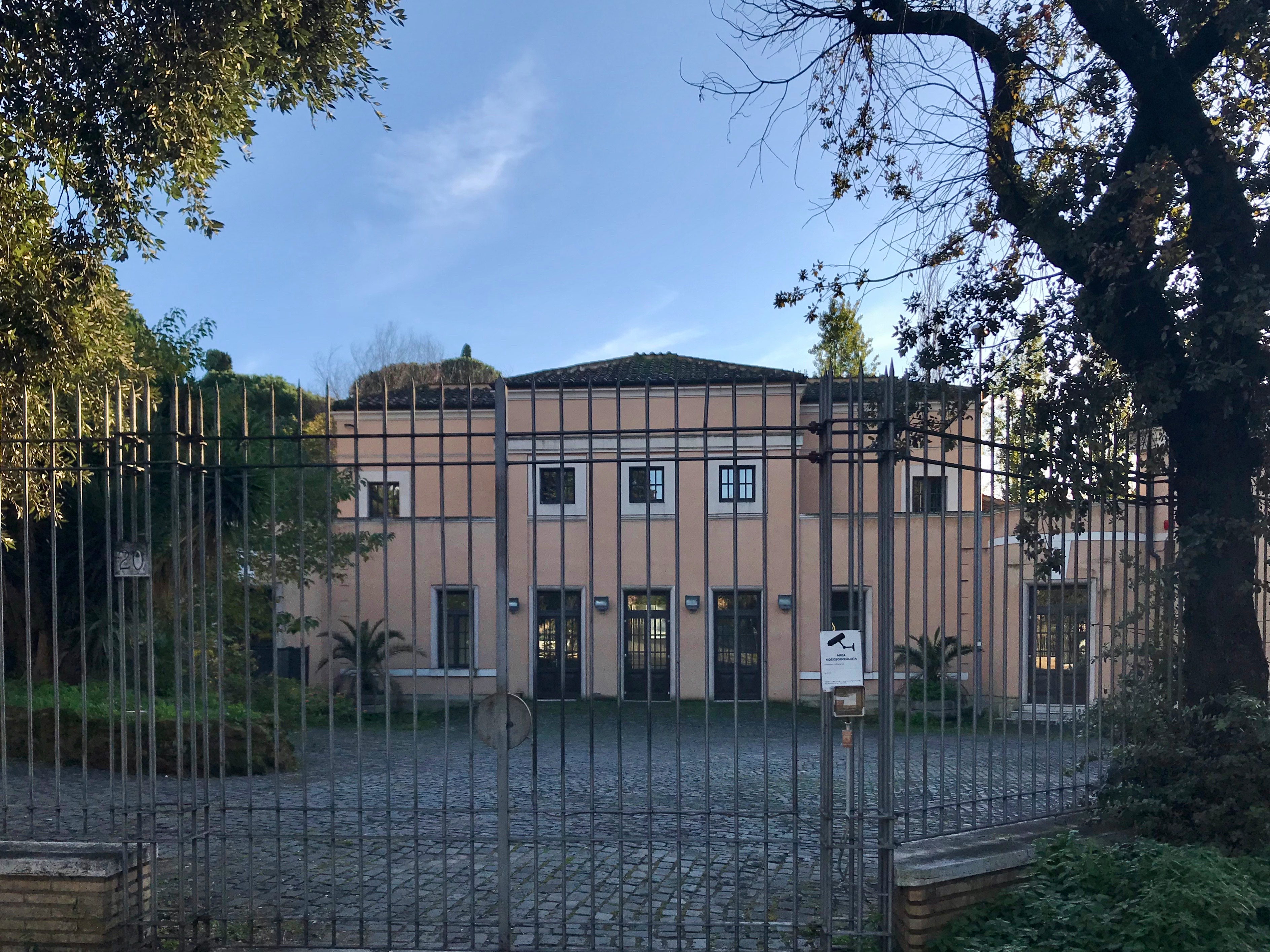
Ex Palestra dei Vigili Urbani (già dell'ONB e della GIL), che oggi ospita il Museo della Forma Urbis

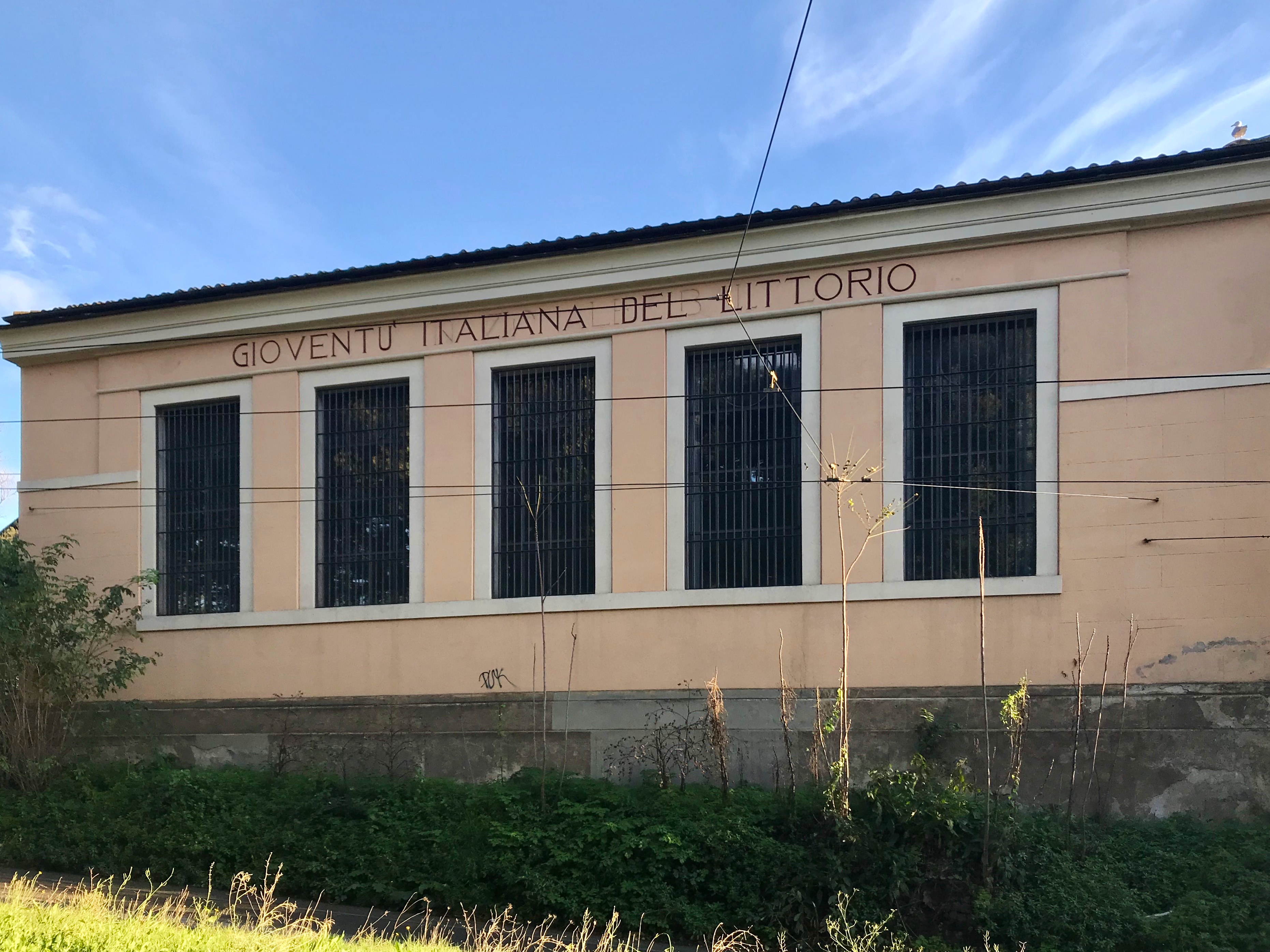
Ex Palestra dell'ONB e della GIL, con entrambe le diciture tuttora leggibili

- Museo della Forma Urbis, nei locali dell'Ex Palestra dei Vigili Urbani (già dell'ONB e della GIL), aperto a gennaio 2025, che ospita i frammenti superstiti di una grande planimetria di Roma incisa su 150 lastre di marmo nel II secolo d.C.

- Ospedale dei Trinitari, su via della Navicella. Ospedale del XIII secolo (1207). 41.885316°N 12.495155°E
- Casina Vignola Boccapaduli, su piazza di Porta Capena. Edificio del XVI secolo. In corso di riqualificazione a partire dal 2025 41.884963°N 12.489668°E

Prospero Boccapaduli, nobile romano, acquistò la casina da un certo Giacomo De Nigris nel 1538.
- Casina del Salvi, su viale del Parco del Celio. Edificio del XIX secolo (1835). 41.88743°N 12.491909°E

Progetto dell'architetto Gaspare Salvi, cui papa Gregorio XVI aveva affidato la creazione di una "passeggiata pubblica" sul colle, di cui la casina costituiva la caffetteria. Dopo una lunga chiusura, è stata riaperta nell'aprile 2025 come aula studio.
- Antiquarium comunale del Celio, su viale del Parco del Celio. Edificio del XIX secolo (1890), chiuso al pubblico.

Progetto dell'architetto Costantino Sneider.
- Policlinico militare Celio, su piazza Celimontana. Edifici del XIX secolo (1885-1891).

Progetto di Salvatore Bianchi e Luigi Durand de la Penne.
- Ex Palestra dei Vigili Urbani, su viale del Parco del Celio. Edifici del XX secolo (1929). 41.886757°N 12.49085°E

Progetto dell'architetto Enrico Del Debbio. In precedenza palestra dell'ONB (1929-1937) e della GIL (1937-1943). Dal 2024 ospita il Museo della Forma Urbis.
- Villa Affile, su via Druso. 41.881657°N 12.498019°E

Sede della ambasciata di Angola.
- Villa Sordi, su viale Claudio Marcello. Edificio del XX secolo (1933). 41.880368°N 12.497076°E

Casa dell'attore romano Alberto Sordi, progetto dell'architetto Clemente Busiri Vici.

### Architetture religiose
- Basilica di Santa Maria in Domnica (nota come Santa Maria alla navicella), su via della Navicella.
- Basilica dei Santi Giovanni e Paolo, su piazza dei SS. Giovanni e Paolo.
- Basilica dei Santi Quattro Coronati, su via dei SS. Quattro.
  - Oratorio di Santa Barbara.
  - Oratorio di San Silvestro.
- Basilica di San Sisto Vecchio, su via Druso.
- Chiesa di Santa Maria della Pietà al Colosseo, interna al Colosseo.
- Chiesa di San Giovanni a Porta Latina, su via di Porta Latina.
- Chiesa di San Giovanni in Oleo, su via di Porta Latina.
- Chiesa di San Gregorio al Celio, su piazza di San Gregorio.
  - Oratorio di Sant'Andrea al Celio.
  - Oratorio di Santa Barbara al Celio.
  - Oratorio di Santa Silvia al Celio.
- Chiesa di San Tommaso in Formis, su via S. Paolo della Croce.

Sconsacrate
- Chiesa di Santa Maria in Tempulo, su via di Valle delle Camene.
- Oratorio dei Sette Dormienti, su via di Porta S. Sebastiano.

Scomparse
- Chiesa e ospedale di San Giacomo al Colosseo
- Chiesa di Santa Maria Imperatrice

### Siti archeologici
- Arco di Costantino
- Arco di Druso
- Arco di Dolabella e Silano
- Basilica Hilariana
- Clivus Scauri
- Case romane del Celio
- Colombario di Pomponio Hylas
- Colosseo
- Obelisco di Villa Celimontana
- Sepolcro degli Scipioni
- Tempio del Divo Claudio

### Altri monumenti
- Villa Celimontana
- Fontana della Navicella

### Porte
- Porta San Sebastiano (da cui ha inizio l'Appia Antica, condivisa ad est tra il rione Celio e il rione San Saba).
- Porta Arco di Dolabella (Clivo di Scauro) in prossimità del largo della Sanità Militare
- Porta Latina
- Porta Metronia compresa nel confine/limite est del rione Monti e il quartiere IX Appio Latino.
- Porta Caelimontana e Porta Querquetulana

### Aree naturali
- Parco degli Scipioni
- Parco Egerio

## Odonomastica

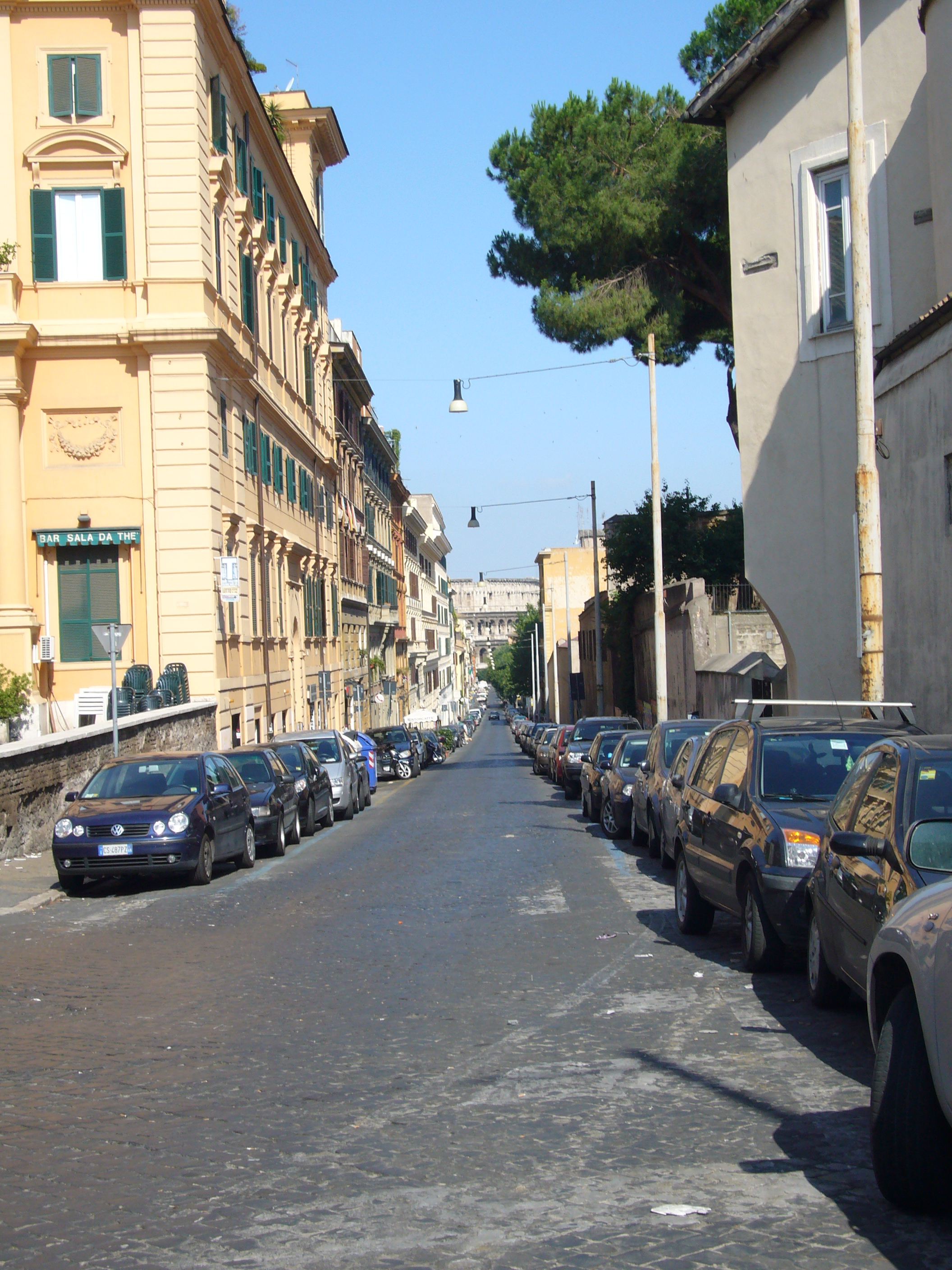
Lo "stradone di San Giovanni"

- Clivo di Scauro (che riprende l’antico "Clivus Scauri")
- Largo della Sanità Militare
- Largo della Società Geografica Italiana
- Largo Paul Harris
- Largo Vittime di tutte le migrazioni (3 ottobre 2013: naufragio al largo di Lampedusa)
- Piazza Celimontana
- Piazza dei SS. Giovanni e Paolo
- Piazza del Colosseo
- Piazza di Porta Capena
- Piazza di Porta Metronia
- Piazza di S. Gregorio
- Piazzale Numa Pompilio
- Salita di S. Gregorio
- Via Annia
- Via Capo d'Africa (che riprende l'antico "Vicus Capitis Africae" che dall'arco di Dolabella si dirigeva alla valle del Colosseo)
- Via Celimontana
- Via Celio Vibenna
- Via Claudia
- Via dei Querceti
- Via dei Simmachi
- Via dei SS. Quattro
- Via della Navicella
- Via di Porta Latina
- Via di Porta San Sebastiano
- Via San Giovanni in Laterano (detta popolarmente, a Roma, lo stradone di San Giovanni perché sale in lungo rettifilo dal Colosseo al Laterano)
- Via di S. Gregorio
- Via di S. Paolo della Croce
- Via di S. Stefano Rotondo
- Via di S. Paolo della Croce
- Via di Valle delle Camene (Vallis Camoenarum)
- Via Druso
- Via Marco Aurelio
- Via Monte Calvarello
- Via Ostilia
- Via S. Giovanni a Porta Latina
- Viale Cardinale Francesco Spellman
- Viale Claudio Marcello
- Viale del Parco del Celio
- Viale delle Terme di Caracalla
- Viale Nilde Iotti